# 고드프리 하운스필드
고드프리 뉴볼드 하운스필드 기사(영어: Sir Godfrey Newbold Hounsfield, CBE FRS, 1919년 8월 28일 ~ 2004년 8월 12일)은 영국의 전기공학자이다. 1979년에 X선 컴퓨터 단층촬영술을 개발한 공로로 앨런 코맥과 함께 노벨 생리학·의학상을 수상했다.

## 수상 경력
- 1976년 : 듀델 메달
- 1977년 : 뮬라드상
- 1979년 : 노벨 생리학·의학상

## 회원
- 1975년 : 왕립학회 회원[1]